# Saxifraga macrocalyx
Saxifraga macrocalyx là một loài thực vật có hoa trong họ Saxifragaceae. Loài này được Tolm. miêu tả khoa học đầu tiên.